# Centre géographique de l'Europe
 (mai 2009).
Si vous disposez d'ouvrages ou d'articles de référence ou si vous connaissez des sites web de qualité traitant du thème abordé ici, merci de compléter l'article en donnant les références utiles à sa vérifiabilité et en les liant à la section « Notes et références ».
Ne doit pas être confondu avec l'Europe centrale.

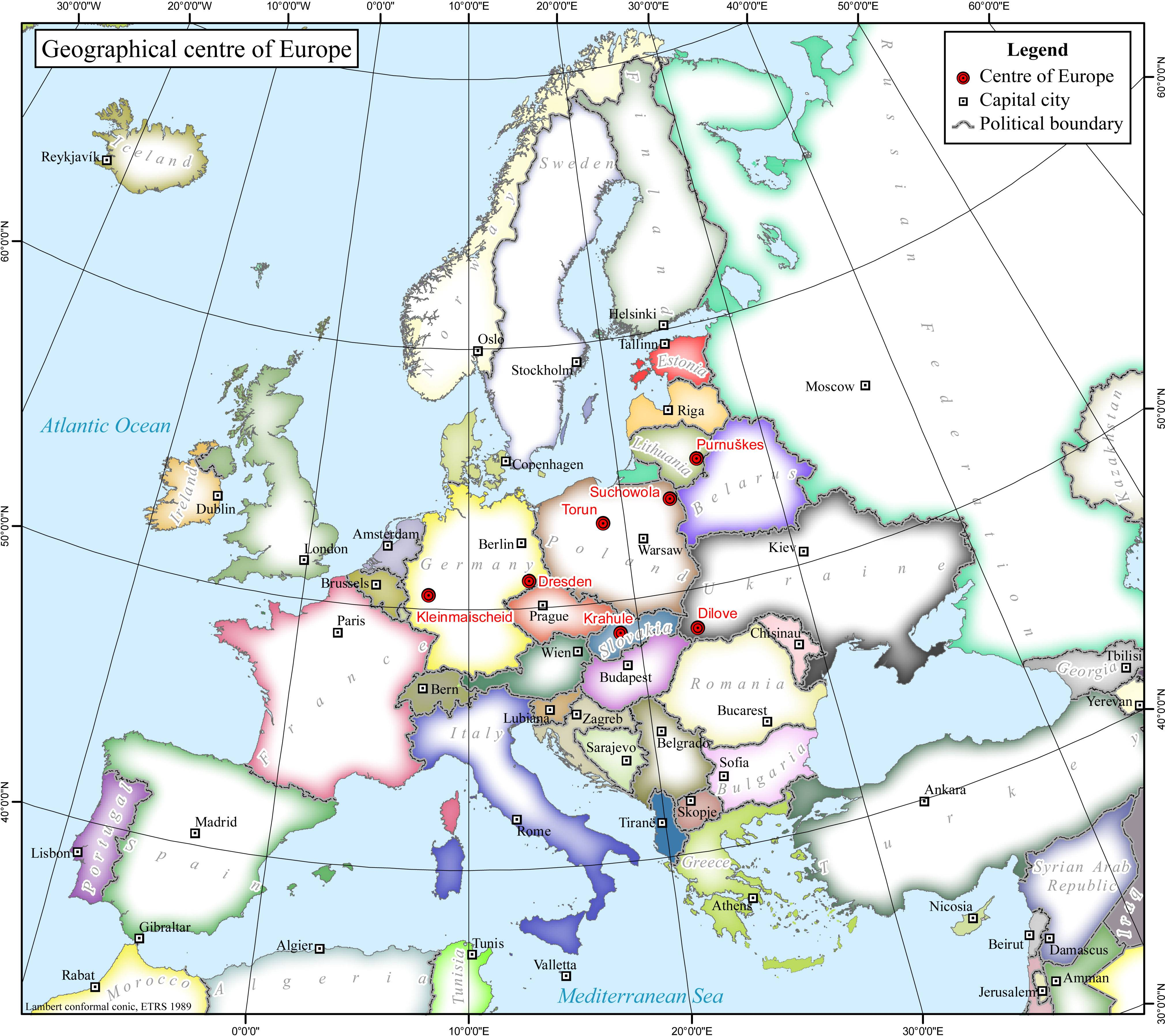
Carte de l'Europe indiquant la localisation de certains prétendants au titre de centre de l'Europe.

Le centre de l'Europe est le point de la surface terrestre correspondant au centre géographique du continent européen. Suivant les critères retenus, plusieurs endroits répondent à cette définition.

## Problématiques
La localisation du centre de l'Europe dépend des définitions et des méthodes utilisées. L'absence de définition consensuelle des limites de l'Europe autorise plusieurs possibilités suivant le territoire européen considéré : avec ou sans la Russie européenne, dont ses îles éloignées (Nouvelle-Zemble, par exemple), en comptant ou non les lacs, etc. Le résultat dépend également de la méthode de calcul : centre du quadrangle englobant, centre de gravité avec ou sans pondération, etc.

## Prétendants actuels
Parmi les lieux prétendant à la distinction d'être le centre de l'Europe, on peut citer :
- Bernotai (ou Purnuškės) près de Vilnius en Lituanie ;
- un point sur l'île de Saaremaa, en Estonie ;
- le village de Krahule près de Kremnica, dans le centre de la Slovaquie ;
- la petite ville de Rakhiv, ou le village proche de Dilove, dans l'ouest de l'Ukraine ;
- Suchowola, au nord de Białystok, dans le nord-est de la Pologne ;
- Toruń, dans la partie nord du centre de la Pologne ;
- Polotsk, en Biélorussie.
- Sighetu Marmației, en Roumanie.

Cette liste n'est pas complète : d'autres lieux revendiquent cette situation centrale.

## Mesures

### Allemagne
Des géographes de l'Empire allemand concluent, au début des années 1900, que le centre de l'Europe est situé à Dresde, près de la Frauenkirche.

### Autriche
La ville autrichienne de Frauenkirchen, près de la frontière avec la Hongrie, possède un brevet (Österreichisches Patentamt, Aktenzeichen AM 7738/2003) indiquant qu'elle est le centre géographique de l'Europe. Le nombre de lieux se revendiquant comme centre, ainsi que ce brevet, ont été le sujet d'un discours du ministre-président de la Bavière, Günther Beckstein, en 2007.

### Biélorussie
Le centre de l'Europe a été identifié en Biélorussie à Vitebsk (55° 11′ N, 30° 10′ E) dans le nord-est du pays, ainsi qu'à Babruysk (53° 34′ 01″ N, 29° 23′ 52″ E) dans l'ouest du voblast de Moguilev, dans l'est du pays.
En 2000, les scientifiques biélorusses Alexey Solomonov et Valery Anoshko ont publié un rapport indiquant que le centre géographique de l'Europe était situé près du Lac Sho (55° 10′ 55″ N, 28° 15′ 30″ E; dans le voblast de Vitebsk.
Des membres de l'Institut de recherche central russe pour la géodésie, le relevé aérien et la cartographie ont confirmé les calculs de géodésistes biélorusses, indiquant que le centre est situé à Polotsk (55° 30′ N, 28° 48′ E). Un petit monument y a été érigé le 31 mai 2008.

### Estonie
En tenant compte de toutes les îles d'Europe, depuis les Açores jusqu'à l'archipel François-Joseph et depuis l'Islande jusqu'à la Crète, le centre de l'Europe serait situé sur l'île de Saaremaa dans l'ouest de l'Estonie, dans le village de Mõnnuste (58° 18′ 14″ N, 22° 16′ 44″ E). Aucun auteur, ni aucun méthode de calcul n'ont identifiée pour cette revendication. La municipalité locale de Kärla cherche à vérifier cet endroit afin d'en faire un site touristique.

### Hongrie
Un relevé topographique de 1992 aurait déterminé que le centre de l'Europe est situé dans le village hongrois de Tállya (48° 14′ 10″ N, 21° 13′ 33″ E),. En 2000, une sculpture a été érigée dans le village, avec une mention le déclarant "centre géographique de l'Europe".

### Lituanie

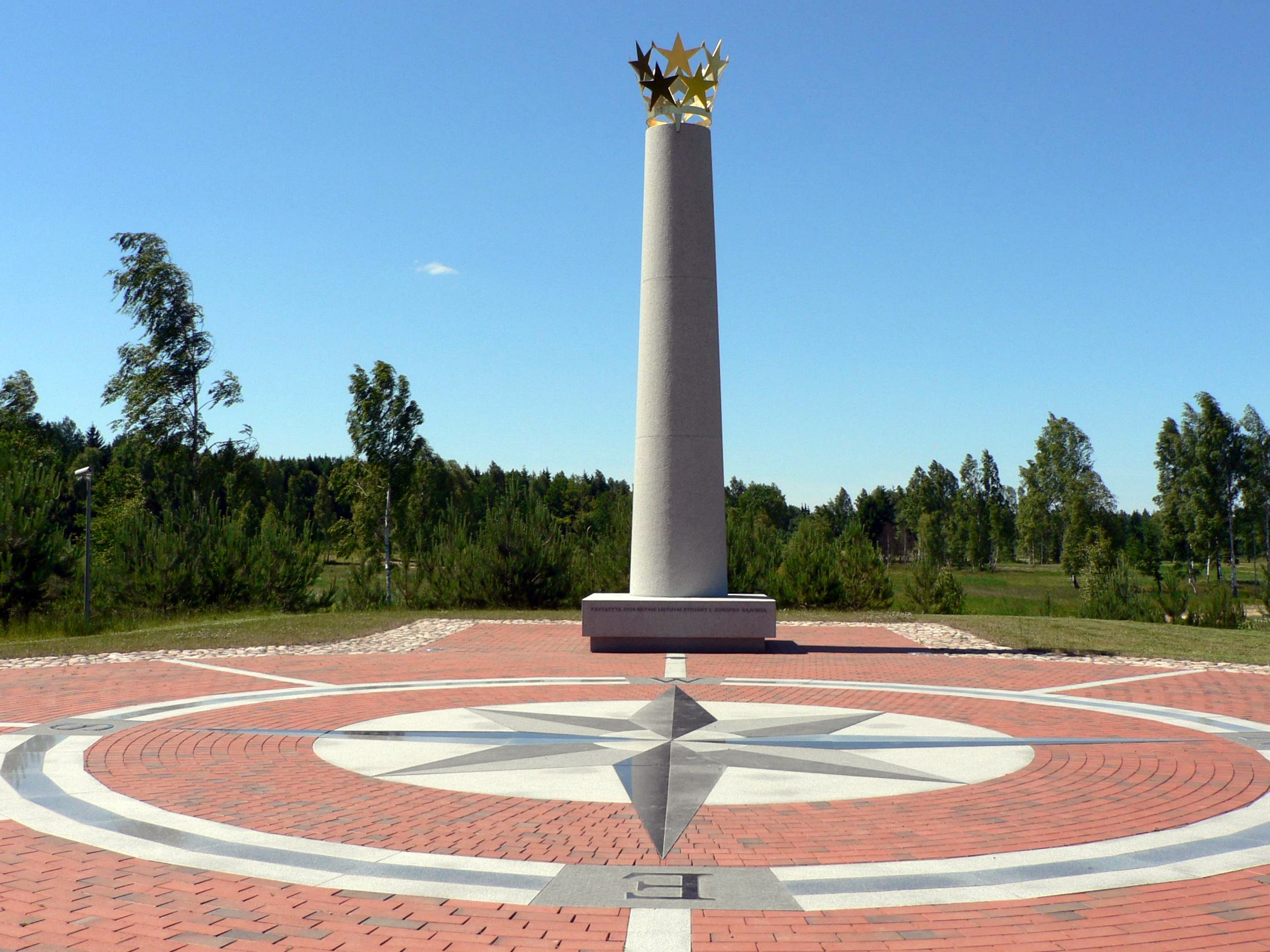
Monument du centre de l'Europe géographique en Lituanie

Après une ré-estimation des limites du continent européen en 1989, Jean-George Affholder, ingénieur à l'Institut géographique national français, détermine que le centre géographique de l'Europe est situé par 54° 54′ N, 25° 19′ E,. La méthode utilisée consiste à déterminer le centre de gravité d'une surface modélisant l'Europe sur un ellipsoïde.
Ce point est situé en Lituanie, à 26 km au nord de la capitale Vilnius, près du village de Purnuškės. Un monument, créé par le sculpteur Gediminas Jokūbonis et consistant d'une colonne de granite blanc surmontée d'une couronne d'étoiles, a été érigé en 2004. La zone qui l'entoure, comprenant des bois, des champs, le lac Girija, la colline Bernotai ainsi qu'un ancien cimetière, a été classée comme réserve en 1992. À 17 km se situe Europos Parkas, un parc de sculptures en plein air.

### Norvège
Sur la base des distances entre les extrémités de l'Europe (archipel François-Joseph au nord-est, frontière entre la Russie, la Géorgie et l'Azerbaïdjan sur la mer Caspienne au sud-est, Crète au sud et Açores au sud-ouest), le centre de l'Europe est situé dans le sud de la Norvège, près de 60° 00′ N, 7° 30′ E, dans le comté de Telemark.

### Pologne
En 1775, la ville de Suchowola en Pologne est désignée comme centre géographique de l'Europe par l'astronome polonais Szymon Antoni Sobiekrajski. Il utilisait la méthode de l'intersection des diagonales reliant les extrémités de l'Europe. Un monument commémoratif est situé au point de coordonnées 53° 35′ N, 23° 06′ E.
Si on néglige les îles extérieures comme l'Islande, l'archipel François-Joseph ou les Açores, plaçant les extrémités de l'Europe en Norvège, à Gibraltar, en Crète et dans la région du Caucase, et si on se base sur les distances, le centre de l'Europe serait également en Pologne, près de 53° 00′ N, 16° 45′ E, au nord de la ville de Poznań.

### République tchèque

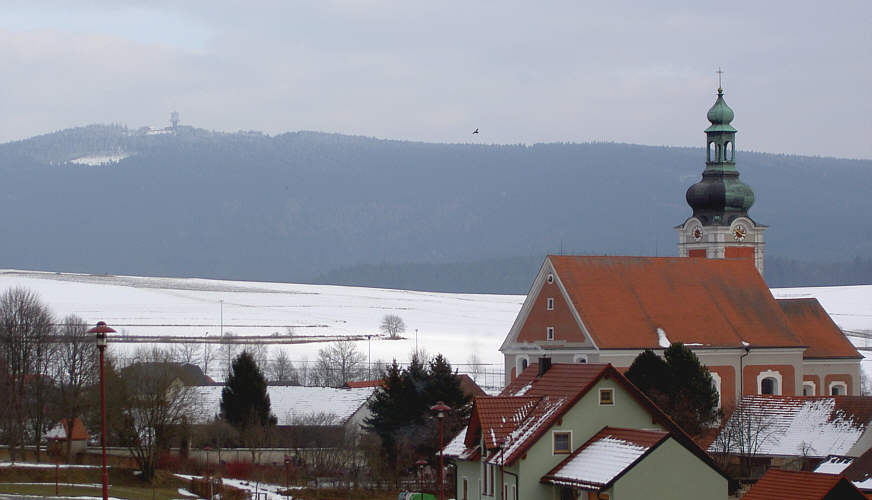
Vue du mont Dyleň (dans le fond de la photographie, observé depuis Neualbenreuth, en Bavière).

Au début du XXe siècle, des géographes de l'Autriche-Hongrie déterminent que le Dyleň, mont de 939 mètres de haut situé près de la ville de Cheb en Bohême (actuelle République tchèque), est le centre de l'Europe ; une plaque de cuivre y est installée pour commémorer cette découverte. Actuellement, la frontière entre l'Allemagne et la République tchèque passe à 100 m à l'ouest du sommet et le village bavarois de Neualbenreuth utilise ce fait à des fins promotionnelles.

### Slovaquie
En Slovaquie, la ville de Krahule, à côté de Kremnica, possède une stèle indiquant le point à 48° 45′ N, 18° 55′ E.

### Ukraine

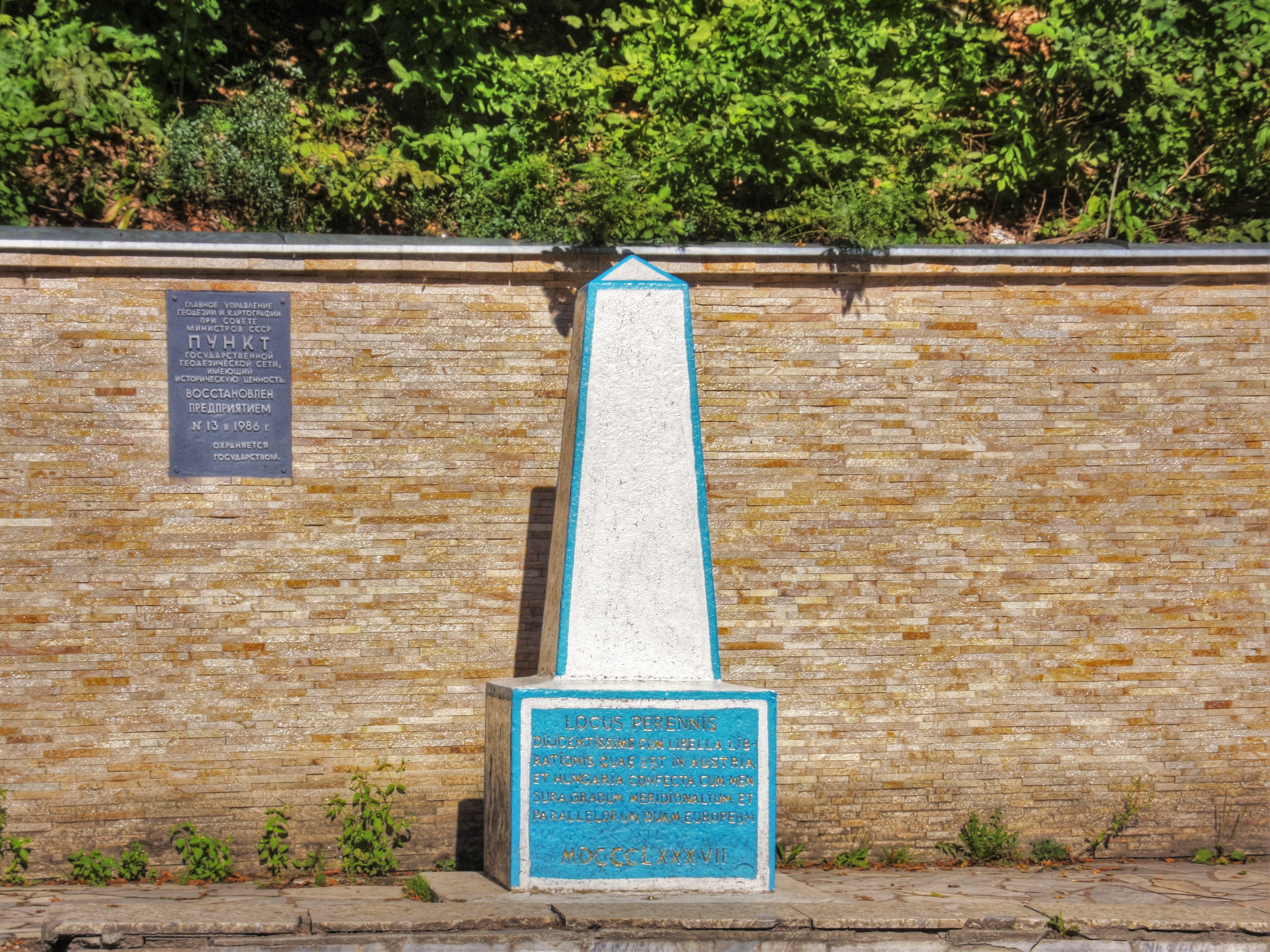
Monument austro-hongrois de Dilove, en Ukraine.

Le village de Dilove sur la rivière Tisza, situé en Ukraine près de la ville de Rakhiv et de la frontière avec la Roumanie, possède une grande pierre censée représenter le centre de l'Europe, tel que mesuré en 1887 par des géographes de l'Autriche-Hongrie. Dilove se situait alors dans les limites de l'Empire austro-hongrois.
Le monument possède une inscription usée en latin : Locus Perennis Dilicentissime cum libella librationis quae est in Austria et Hungaria confectacum mensura gradum meridionalium et paralleloumierum Europeum. MD CCC LXXXVII. Les limites de l'Europe utilisées pour le calcul ne sont pas connues. Selon l'inscription, la méthode de calcul serait celle du milieu géométrique des latitudes et longitudes extrêmes de l'Europe ; les coordonnées 48° 30′ N, 23° 23′ E sont également indiquées. Toutefois la position exacte du monument est plutôt 47° 57′ 46,47″ N, 24° 11′ 14,4″ E.
Des mesures effectuées après la Seconde Guerre mondiale par des scientifiques soviétiques proclament également que Rakhiv et Dilove (Rakhov et Dyelovoye en russe) sont le centre géographique de l'Europe. Le vieux monument est restauré.

## Organisations européennes

### Généralités
Depuis les années 1950, les communautés européennes politiques et monétaires qui se sont succédé ont également introduit de nouveaux centres.

### Union européenne

#### Calculs de l'IGN

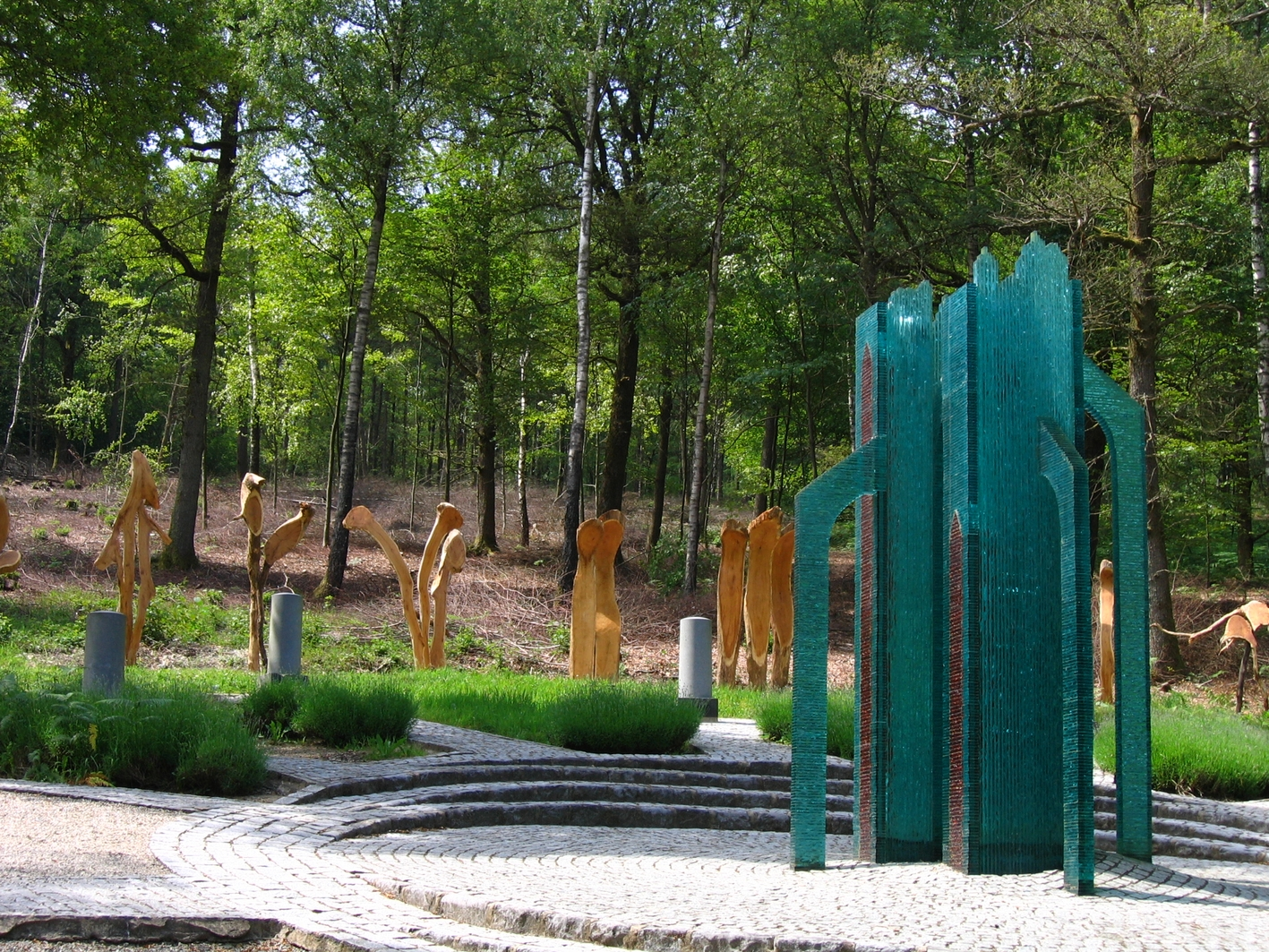
Monument dans la forêt d'Oignies-en-Thiérache (Viroinval) (Union européenne à 15 membres, 1995-2004).

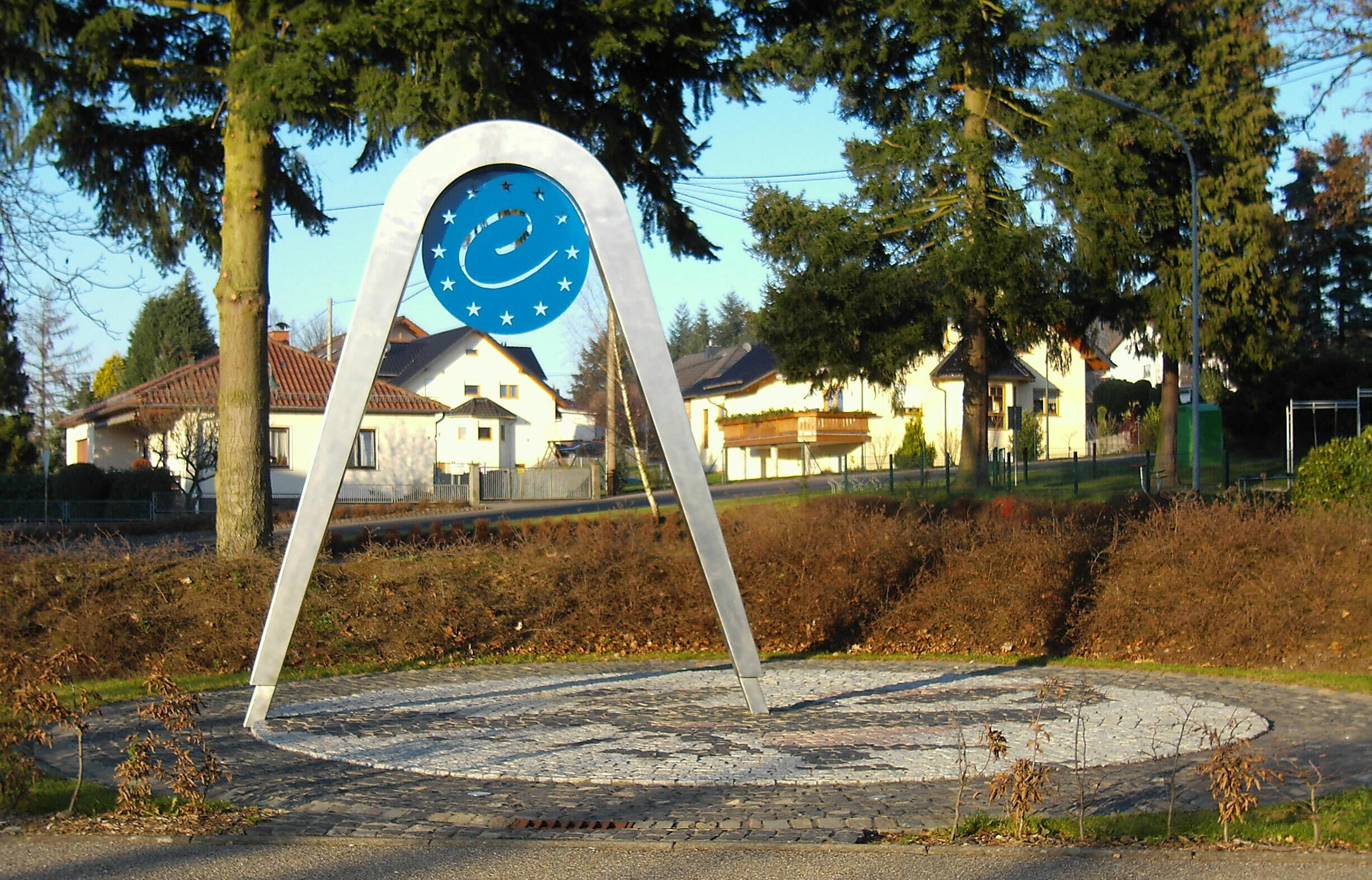
Monument à Kleinmaischeid (25 membres, 2004-2007).

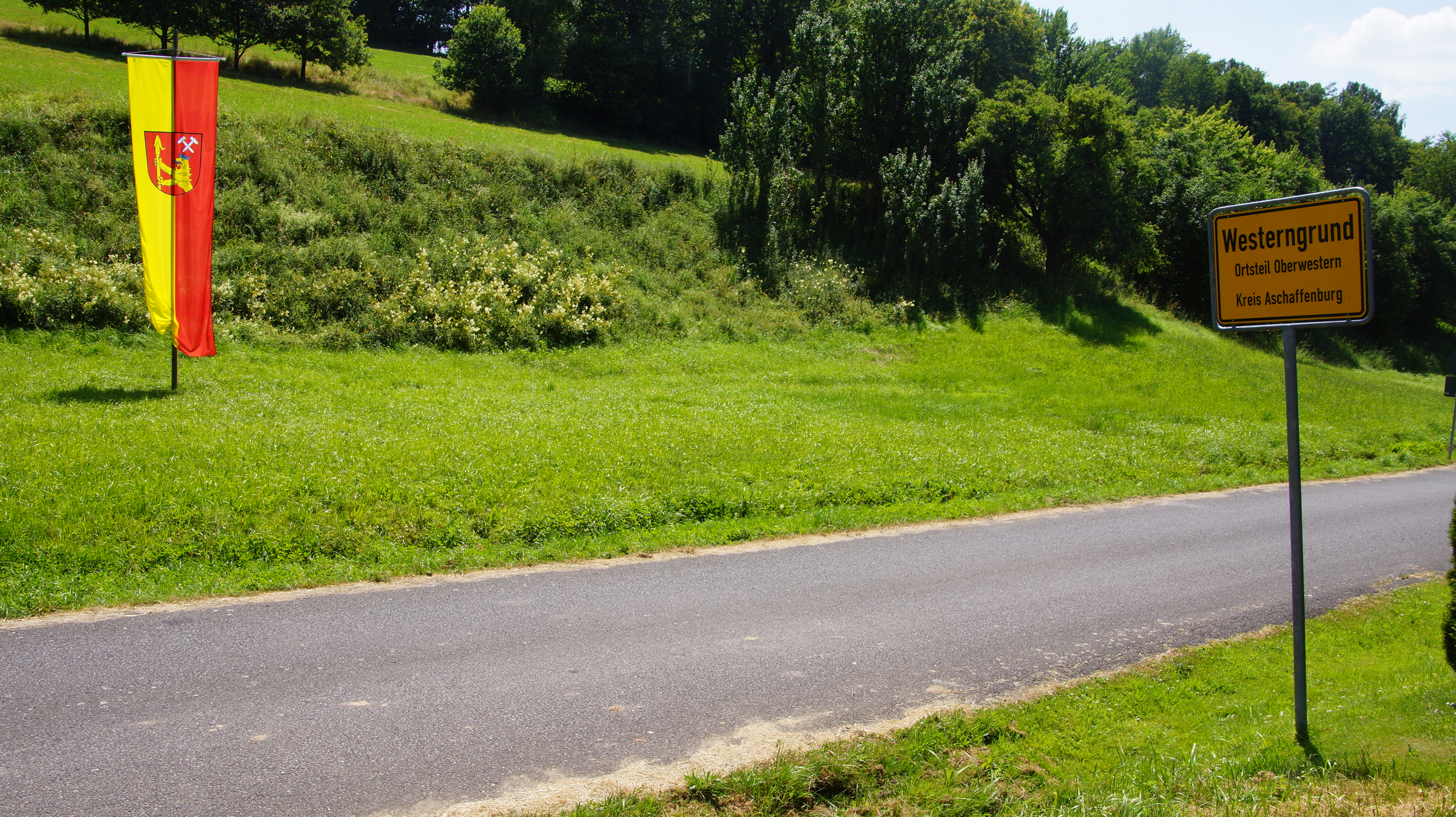
Mât de pavillon à Westerngrund (28 membres, 2013-2020)

Il est possible de définir le centre de l'Union européenne (ou de sa prédécesseure, la communauté économique européenne). Comme cette union a accueilli de nouveaux membres pendant ses 50 années d'existence, son centre géographique s'est déplacé plusieurs fois.
L'Institut géographique national français a déterminé ces différents points depuis au moins 1987, sous la responsabilité originelle de Jean-Georges Affholder,. La méthode employée consiste à calculer le centre de gravité d'une surface dont on connaît les contours et située sur un ellipsoïde. Avant 1995, le calcul n'incluait pas les territoires d'outre-mer des pays membres.
- 1987 : la communauté européenne compte 12 membres. Son centre est déclaré se situer dans le centre de la France, dans le village de Saint-André-le-Coq (Puy-de-Dôme)[7].
- 1990 : réunification allemande. Le centre se déplace de 25 km au nord-est jusqu'à Noireterre dans le village français de Saint-Clément (Allier)[7].
- 1995 : admission de l'Autriche, de la Finlande et de la Suède. Le centre se déplace en Belgique, à  Oignies-en-Thiérache (commune de Viroinval) (50° 00′ 33″ N, 4° 39′ 59″ E)[7].
- 2004 : l'Union européenne passe à 25 membres en incluant plusieurs pays de l'Europe centrale et de l'Est. Le village de Kleinmaischeid (Rhénanie-Palatinat, Allemagne - 50° 31′ 31″ N, 7° 35′ 50″ E) devient son nouveau centre[12],[7].
- 2007 : admission de la Bulgarie et de la Roumanie. Le centre géographique de l'Union européenne à 27 membres est calculé comme situé sur la ville allemande de Gelnhausen (Hesse, 50° 10′ 21″ N, 9° 09′ 00″ E), à 115 km du marqueur précédent, plus précisément dans un champ de blé au pied de la colline Niedermittlauer Heiligenkopfes dans le hameau de Meerholz[12],[7].
- 2013 : admission de la Croatie. Le centre géographique de l'Union européenne à 28 membres est calculé comme situé sur la ville allemande de Westerngrund (Bavière, 50° 07′ 02,23″ N, 9° 14′ 51,97″ E).
- Après le Brexit, en 2020, le nouveau centre de l'UE est situé en Bavière sur la commune de Veitshöchheim, près du village Gadheim, à 49° 50′ 34,74″ N, 9° 54′ 06,72″ E, d'après l'Institut Géographique National[13].

#### Autres calculs
Le centre de l'Union européenne n'est pas exempt de controverses. D'autres résultats ont été obtenus en tenant compte d'autres extrémités de l'Union, comme certaines îles de l'océan Atlantique. La plupart des lieux résultants sont désormais situés en Allemagne.

### Zone euro

Zone Euro (en bleu) aujourd'hui

Depuis 1999 et l'introduction de l'euro, le centre de la zone euro s'est déplacé au fil des admissions successives mais restant dans le centre de la France. Il a été calculé par l'Institut géographique national français à l'aide de la même méthode que celle choisie pour déterminer le centre de l'Union européenne :
- 1999 (11 pays : Allemagne, Autriche, Belgique, Espagne, Finlande, France, Irlande, Italie, Luxembourg, Pays-Bas et Portugal) : Blancafort, dans le département du Cher ;
- 2001 (12 pays avec la Grèce en plus) : Montreuillon, dans le département de la Nièvre[12] (47° 10′ 56″ N, 3° 48′ 02″ E)[14] ;
- 2007 (13 pays avec la Slovénie en plus) : Mhère, toujours dans le département de la Nièvre, et plus précisément dans le bois du Banquet, au sud de la chapelle du même nom[12] (47° 11′ 40″ N, 3° 53′ 27″ E)[14] ;
- 2008 (15 pays avec Chypre et Malte en plus) : Ouroux-en-Morvan dans la Nièvre.
- 2009 (16 pays avec la Slovaquie en plus) : Liernais, dans le département de la Côte-d'Or, à une vingtaine de kilomètres à l’est-nord-est de sa précédente position d'Ouroux-en-Morvan.
- 2011 (17 pays avec l'Estonie en plus) : Villy-en-Auxois dans le département de la Côte-d'Or à une trentaine de kilomètres à l'est de sa position précédente[15].

### Filmographie
- Die Mitte (Le Centre), documentaire germano-polonais de 2004 écrit et réalisé par Stanisław Mucha, montre plus d'une douzaine de lieux différents[16],[17]